# Ольга Пужаковська
Ольга Пужаковська, до шлюбу Мухіна (нар. 16 лютого 1990, Рахів, Закарпатська область, Україна) — українська театральна менеджерка, культурологиня, феміністка, пластунка. Директорка-художня керівниця Львівського академічного драматичного театру імені Лесі Українки, членкиня Національної спілки театральних діячів України, членкиня ЛММГО «Мистецька майстерня “Драбина”», співзасновниця Першої сцени сучасної драматургії «Драма.UA».

## Життєпис
Народилася і виросла у м. Рахів Закарпатської області. Навчалася у Рахівській загальноосвітній школі І-ІІІ ступенів №2, яку закінчила у 2007 році з золотою медаллю. Навчалася у Рахівській дитячій музичній школі, клас фортепіано. З 2000 року — членкиня національної скаутської організації України "Пласт". З 2008 — у мистецькому курені "Літавиці". Одружена.

## Навчання
У 2012 закінчила факультет культури і мистецтв Львівського національного університету імені Івана Франка за спеціальністю культурологія (диплом маґістерки). Магістерська робота: “Трактування поняття “традиції” в мистецтві модернізму та авангарду України (на прикладі праць Михайла Бойчука та Казимира Малевича)”.
З лютого по травень 2014 навчалася у “Школі журналістики УКУ” (керівник – Володимир Павлів).
30 червня 2014 пройшла семінар від литовського театрального критика та менеджера Аудроніса Люги «Інформаційні стратегії театру у III тисячолітті: Створення репрезентативної медіаісторії театральної інституції», організований ГО “Театральна платформа” та Посольством Литви в Україні.
1-5 лютого 2016 пройшла тренінг “Креативне підприємництво”, організований Британською Радою в Україні у партнерстві із креативним простором Pawillion, британською агенцією з інновацій Nesta та українським офісом консалтингової компанії PwC.
У вересні – грудні 2017 - програма управлінського розвитку Public Management для працівників Львівської міської ради від “Школи Управління УКУ”, керівниця Валентина Засадко.

## Перша сцена сучасної драматургії "Драма.UA"
У грудні 2012  приєдналася до команди Львівської міської молодіжної громадської організації “Мистецька майстерня Драбина”, до якої належить й досі. На той момент “Драбина” формувала команду IV Міжнародного театрального фестивалю “Драма.UA” – 2013.
Реалізовані проєкти в рамках діяльності організації:
- червень 2013 року – менеджерка майстер-класів для дітей “Місто і його райони: Центр, Збоїща, Підзамче, Сихів, Левандівка” в рамках “Майстерні міста”, за підтримки проєкту “Муніципальний розвиток та оновлення старої частини м. Львова”;
- листопад 2013 року – співорганізаторка IV Міжнародного театрального фестивалю “Драма.UA” – 2013. Робота над фестивалем тривала з грудня 2012 року до грудня 2013 року. Займалась координацією роботи волонтерів, була включена в усі програми фестивалю;
- травень 2014 – червень 2017 року – одна з розробниць нового проєкту “Перша сцена сучасної драматургії Драма. UA”. 9-10 жовтня відбулося офіційне відкриття нового театрального майданчика на базі малої сцени Львівського академічного драматичного театру імені Лесі Українки;
- листопад 2014 року – кураторка Міжнародних театральних майстер-класів “Навіщо думати?” за підтримки East European Performing Arts Platform (EEPAP)[6], Львів;
- лютий – квітень 2016 – PR-менеджерка вистави “Зимова казка” у Львівському академічному театрі імені Леся Курбаса у співпраці з Британською радою в Україні.

## Досвід
З квітня по травень 2013 працювала головною спеціалісткою відділу культури по охороні об’єктів культурної спадщини Рахівської райдержадміністрації. 1-го квітня склала Присягу державного службовця.
У червні 2013 повернулася до Львова. До травня 2014, паралельно з роботою над проєктами “Мистецької майстерні “Драбина”, працювала баристою у кав’ярні “Меделін”.
1 липня – 31 жовтня 2015 року – працювала PR-менеджеркою проєкту “Третій вік: задоволення від читання” в рамках 22 Форуму видавців у Львові.
З 1 лютого по 31 грудня 2016 займалася PR та координацією польсько-українського перформативного проєкту “Мапи страху / Мапи ідентичності”. Проєкт реалізовував Stowarzyszenie Praktyków Kultury (Об’єднання практиків культури, Варшава) у співпраці з українськими організаціями зі Львова, Києва, Харкова, Одеси і Херсону. Результатом проєкту стала вистава “Мій дід копав. Мій батько копав. А я не буду” (режисерки: Роза Саркісян (Харків) і Аґнєшка Блонська (Варшава); драматурги: Йоанна Віховська (Варшава), Дмитро Левицький (Київ); перформери і перформерки: Лукаш Вуйціцький (Варшава), Анна Єпатко (Львів), Іван Макаренко (Одеса), Ніна Хижна (Харків), Оксана Черкашина (Харків)). Вистава була представлена в п’яти містах України: Львів, Харків, Київ, Одеса, Херсон.

## Театр Лесі Українки
З червня 2014 до березня 2015 працювала керівницею рекламного відділу Львівського драматичного театру імені Лесі Українки, 1 березня 2017 – 30 червня 2017, 16-31 серпня 2017 – головною адміністраторкою Львівського академічного  драматичного театру імені Лесі Українки.
У вересні 2017 року перемогла в конкурсі на заміщення вакантної посади директора-художнього керівника Львівського академічного драматичного театру імені Лесі Українки і 21 вересня приступила до обов'язків, ставши на той час наймолодшою керівницею українського державного театру. Разом з нею у театрі починають роботу незалежні театральні менеджерки з команди «Драма.UA».
Програма стратегічного розвитку втілюється у нових постановках сучасних українських та світових п’єс, практикуванні експериментальних форм: перформансів, сценічних читань, імерсивних, постдраматичних вистав у співпраці з молодими українськими та світовими режисерами і режисерками, драматургами і драматургинями. Відбувається реорганізація адміністративної частини колективу. Вже за перший театральний сезон 2017/18 кількість глядачів зростає вдвічі.
Над постановками працюють: головна режисерка Олена Апчел, запрошені режисери — Ігор Білиць, заслужений діяч мистецтв України Олексій Кравчук. Перші знакові вистави у театрі: "боженька" (режисер — Ігор Білиць), "Горизонт 200" (режисерка — Олена Апчел).
У 2019 році в конкурсі на заміщення вакантної посади головного режисера перемогу здобув Дмитро Захоженко. 1 березня 2020 року у його режисурі відбулася прем’єра вистави «Філоктет. Античний рейв» за п’єсами Софокла і Гайнера Мюллера. Саме з цією виставою театр отримав безпрецедентну перемогу у трьох номінаціях: «Краща камерна вистава», «Краща жіноча роль», «Краща чоловіча роль» на Міжнародному театральному фестивалі-премії «ГРА», організатором якої є Національна спілка театральних діячів України.
Після повномасштабного вторгнення театр, окрім волонтерської діяльності, знайшов шлях для налагодження культурної дипломатії. У 2022 році команда відвідала найпрестижніші європейські фестивалі: Avignon Off-festival (Франція) (український театр був вперше представлений на цьому фестивалі у рамках програми Ukrainian Pavilion), URBANG! Festival 2022 (Німеччина), Festival Contre-Sens (турне Францією), International Theatre Festival Retroperspektywy 2022: THE BEGINNING OF A NEW WORLD (Польща) та Romanian National Theatre Festival (Румунія).
Також театр став членом European Theatre Convention (ETC) — найбільшої театральної асоціації Європи (заснована 1988 року). Сьогодні до неї входить понад 50 театрів з 30 країн. ETC ставить за мету просування сучасних європейських театрів як соціальних майданчиків для розвитку демократії, діалогу та взаєморозуміння.
«Вступ до ETC — це важливий крок в розвитку театру Лесі. В цій мережі десятки театрів з тридцяти країн світу. І тепер усі вони — наші нові потенційні партнери, разом з якими ми сподіваємось утверджувати присутність українського театру на міжнародній арені» (Ольга Пужаковська).
З 2021 року на базі театру навчається акторський курс факультету культури і мистецтв Львівського національного університету імені Івана Франка. Керівником курсу є головний режисер Дмитро Захоженко.
У театрі здійснені реставраційні роботи дахів і фасадів, відреставровані вікна, зроблений капітальні ремонт внутрішнього дворика та косметичні ремонти різних просторів, завершений ремонт системи опалення, тривають роботи з встановлення протипожежної системи.

## Громадська діяльність
- вересень—жовтень 2009 – співорганізаторка виставки “7 пензлів” в Музеї етнографії та художнього промислу (Львів, Україна);
- 7—9 жовтня 2011 – організаторка мистецького пленеру та попленерової виставки “Осінь в Знесінні”;
- 2011 – кураторка майстер-класу з оригамі для дітей на Львівському міжнародному дитячому фестивалі;
- 20–23 серпня 2012 – організаторка мистецьких активітетів на Ювілейній Міжкрайовій Пластовій Зустрічі;
- березень—квітень 2013 – організаторка презентації фільму “Срібна Земля. Хроніка Карпатської України 1919—1939” у кінотеатрі і школах м. Рахів та смт. Вел.Бичків Закарпатської області;
- квітень 2014 – кураторка майстер-класу з писанкарства для дітей в Народному домі Збоїща;
- березень 2014 –  учасниця дискусії “Майдан і театр” в рамках проєкту «Конфронтатор» Міжнародного фестивалю “Театральні конфронтації” (Люблін, Польща);
- 9—13 травня 2016 – учасниця фестивалю “Нова драма” (Братислава, Словаччина);
- 15 червня 2016 року – кураторка семінару про сучасний український критичний театр (Полтава, Україна);
- 22—23 квітня 2017 року – членкиня журі театрального конкурсу “Дні Пластуна – 2017”;
- 5 листопада 2017 – учасниця дискусії «Навіщо суспільству театр? Навіщо театру суспільство?» на фестивалі (незалежних) українських театрів «ДЕСАНТ.UA» (Варшава, Польща);
- 19 травня 2018 – спікерка дискусії “Піар в державних і комунальних закладах культури” на 6 Lviv Media Forum;
- 9 вересня 2018 – учасниця дискусії «Театральний етикет» на Театральному фестивалі “Кіт Гаватович” (Львів, Україна);
- 13 вересня 2018 – спікерка конференції TEDxUCU “Від мрії до дії» з виступом «Де черпати натхнення?»[12][13] (Львів, Україна).

## Нагороди
У 2021 році нагороджена:
- подякою за вагомий внесок у розвиток культури міста Львова, високий професіоналізм та з нагоди перемоги у Програмі відзначення менеджерів міждисциплінарних проєктів;
- подякою Львівської міської ради у номінації “Театральне мистецтво” за реалізацію проєктів в галузі театрального мистецтва та з нагоди Міжнародного дня театру.